# 乃木希和
乃木 希和（のぎ まれかず）は、江戸時代中期の長府藩士で、後に毛利匡敬（秀就）が長州藩主の家督を相続すると転出して長州藩士となる。定府の藩医。諱は希和。通称は金槌、朝可、道伯。長州藩士の乃木家の祖という。長州藩士時代の家格は御手廻組で、石高は250石。乃木希次は血統上の孫にあたる。

## 経歴
定府の長府藩医乃木傳庵の甥で対馬藩士の打它六千代と、伝庵の娘との長男として誕生。元禄15年（1702年）に傳庵の長男久太郎が、乃木家を出ると、父が傳庵養子となるに従い、乃木家に入る。
尾張藩主・徳川継友に300石で仕官して尾張藩士になる予定であったが、平野丹波の取り成しで取りやめとなる。主君の匡敬が長州藩を相続するに伴い、これに御供して宝暦2年（1752年）10月20日に長府藩から長州藩に転出し、石高250石知行の上、御手廻組の藩医となる。
なお、この時は父は生存中（宝暦6年（1756年）に死去）で希和は家督を相続しておらず、長府藩の乃木家を出て、長州藩で新たに乃木家を創設することになる。長府藩の乃木家は弟の乃木隋陽が相続する。